# 10538 Overture
10538 Overture è il primo singolo del gruppo musicale britannico Electric Light Orchestra, pubblicato nel 1972 ed estratto dall'album The Electric Light Orchestra.
Il brano è stato scritto da Jeff Lynne.

## Tracce
- 7"

1. 10538 Overture
2. First Movement (Jumping Biz)